# 汽车站街道
汽车站街道，是中华人民共和国湖南省邵陽市双清区下辖的一个乡镇级行政单位。

## 行政区划
汽车站街道下辖以下地区：
东塔社区、百寿亭社区、三眼井社区、麻子洼社区、砂子坡社区、建设路社区、秀峰社区和石桥社区。